# Fußballclub Carl Zeiss Jena 2021-2022
Questa voce raccoglie le informazioni riguardanti il Fußballclub Carl Zeiss Jena nelle competizioni ufficiali della stagione 2021-2022.

## Stagione
Nella stagione 2021-2022 il Carl Zeiss Jena, allenato da Dirk Kunert e Andreas Patz, concluse il campionato di Regionalliga nordest al 2º posto. In Coppa di Germania il Carl Zeiss Jena fu eliminato al primo turno dal Colonia.

## Rosa
| N. |                     | Ruolo | Calciatore              |
| -- | ------------------- | ----- | ----------------------- |
| 1  | Germania (bandiera) | P     | Lukas Sedlak            |
| 3  | Germania (bandiera) | D     | Maurice Hehne           |
| 3  | Germania (bandiera) | D     | Felix Rehder            |
| 4  | Germania (bandiera) | D     | Burim Halili            |
| 5  | Germania (bandiera) | D     | Bastian Strietzel       |
| 6  | Germania (bandiera) | D     | Dennis Slamar           |
| 7  | Germania (bandiera) | A     | Maximilian Oesterhelweg |
| 8  | Germania (bandiera) | C     | Leon Bürger             |
| 9  | Germania (bandiera) | C     | Maximilian Wolfram      |
| 11 | Germania (bandiera) | A     | Maximilian Krauß        |
| 13 | Germania (bandiera) | A     | Vasileios Dedidis       |
| 14 | Germania (bandiera) | A     | Felix Drinkuth          |
| 15 | Germania (bandiera) | D     | Marcel Hoppe            |

| N. |                        | Ruolo | Calciatore           |
| -- | ---------------------- | ----- | -------------------- |
| 16 | Germania (bandiera)    | C     | Patrick Scheder      |
| 17 | Germania (bandiera)    | D     | Kevin Wolf           |
| 18 | Germania (bandiera)    | A     | Silas Hagemann       |
| 19 | Germania (bandiera)    | C     | Matti Langer         |
| 20 | Germania (bandiera)    | C     | René Lange           |
| 21 | Stati Uniti (bandiera) | C     | Lucas Stauffer       |
| 22 | Germania (bandiera)    | P     | Tom Müller           |
| 23 | Germania (bandiera)    | A     | Fabian Eisele        |
| 24 | Germania (bandiera)    | A     | Alexander Prokopenko |
| 25 | Germania (bandiera)    | C     | Justin Schau         |
| 26 | Germania (bandiera)    | C     | Elias Rosner         |
| 30 | Germania (bandiera)    | P     | Alexios Dedidis      |

## Organigramma societario
Area tecnica
- Allenatore: Andreas Patz
- Allenatore in seconda: René Klingbeil, Mounier Raychouni
- Preparatore dei portieri: Nico Hinz, Bernd Lindrath
- Preparatori atletici:
- Analisi video:

## Calciomercato

### Sessione estiva
| Acquisti | Acquisti           | Acquisti               | Acquisti |
| R.       | Nome               | da                     | Modalità |
| -------- | ------------------ | ---------------------- | -------- |
| C        | Maximilian Wolfram | Ingolstadt 04          |          |
| D        | Marcel Hoppe       | Energie Cottbus        |          |
| P        | Tom Müller         | Hallescher             |          |
| C        | Leon Bürger        | Eintracht Braunschweig |          |
| A        | Silas Hagemann     | Carl Zeiss Jena U19    |          |
| D        | Burim Halili       | Chemie Lipsia          |          |
| A        | Maximilian Krauß   | Unterhaching           |          |
| C        | Patrick Scheder    | Carl Zeiss Jena U19    |          |
| D        | Bastian Strietzel  | Zwickau                |          |

| Cessioni | Cessioni         | Cessioni                  | Cessioni |
| R.       | Nome             | a                         | Modalità |
| -------- | ---------------- | ------------------------- | -------- |
| A        | Kodjo Amesse     | TSB Flensburg             |          |
| C        | Dominik Bock     | Meuselwitz                |          |
| C        | Can Düzel        | Teutonia Ottensen         |          |
| C        | René Eckardt     | Meuselwitz                |          |
| D        | Niclas Fiedler   | Einheit Rudolstadt        |          |
| D        | Marius Grösch    | Barockstadt Fulda-Lehnerz |          |
| A        | Niklas Jahn      | Meuselwitz                |          |
| A        | Franz Jobst      | Lokomotive Lipsia         |          |
| C        | Moritz Leibelt   | Monaco 1860 II            |          |
| D        | Nick Neca        | Lubecca II                |          |
| C        | Thomas Steinherr | Rosenheim 1860            |          |
| A        | Pasqual Verkamp  | Viktoria Berlino          |          |
| D        | Eric Voufack     | Lokomotive Lipsia         |          |

### Sessione invernale
| Acquisti | Acquisti | Acquisti | Acquisti |
| R.       | Nome     | da       | Modalità |
| -------- | -------- | -------- | -------- |

| Cessioni | Cessioni         | Cessioni        | Cessioni |
| R.       | Nome             | a               | Modalità |
| -------- | ---------------- | --------------- | -------- |
| C        | Theodor Bergmann | BFC Dynamo      |          |
| A        | Romario Hajrulla | Rot-Weiß Erfurt |          |

## Risultati

### Regionalliga nordest

#### Girone di andata
| Arbitro: | Köppen |

|                 |           |  |
| El-Jindaoui 37’ | Marcatori |  |

| Arbitro: | Weißbach |

|             |           |                         |
| Dedidis 90’ | Marcatori | 56’ Yildirim 85’ Inaler |

| Lipsia 31 luglio 2021, ore 16:00 CEST 3ª giornata | Lokomotive Lipsia | 0 – 0 referto | Carl Zeiss Jena | Bruno-Plache-Stadion (2 344 spett.)\| Arbitro: \| Dallmann \| |
| Arbitro:                                          | Dallmann          |               |                 |                                                               |

| Arbitro: | Hempel |

|  |           |               |
|  | Marcatori | 69’ Eisenhuth |

| Arbitro: | Kohnert |

|           |           |                                      |
| Sauer 31’ | Marcatori | 41’ Strietzel 59’ Eisele 78’ Wolfram |

| Arbitro: | Jessen |

|                 |           |           |
| Eisele 28’, 74’ | Marcatori | 70’ Löder |

| Arbitro: | Albert |

|            |           |                                   |
| Hansch 20’ | Marcatori | 32’ (aut.) Albert 59’, 71’ Eisele |

| Arbitro: | Schipke |

|                                                         |           |  |
| Wolfram 12’ Bürger 27’ Eisele 29’, 35’ Oesterhelweg 38’ | Marcatori |  |

| Arbitro: | Burda |

|  |           |                              |
|  | Marcatori | 55’ (rig.) Wolfram 90’ Schau |

| Arbitro: | Kluge |

|                                            |           |  |
| Oesterhelweg 22’ Strietzel 49’ Wolfram 87’ | Marcatori |  |

| Arbitro: | Weißbach |

|                                |           |                              |
| Gayret 27’ (rig.) Williams 67’ | Marcatori | 30’ Wolfram 34’ Oesterhelweg |

| Arbitro: | Köppen |

|                                    |           |                           |
| Eisele 4’, 90’ (rig.) Drinkuth 46’ | Marcatori | 47’ Kirstein 53’ Brügmann |

| Luckenwalde 2 ottobre 2021, ore 13:00 CEST 13ª giornata | Luckenwalde | 0 – 0 referto | Carl Zeiss Jena | Werner-Seelenbinder-Stadion (783 spett.)\| Arbitro: \| Dallmann \| |
| Arbitro:                                                | Dallmann    |               |                 |                                                                    |

| Arbitro: | Hagemann |

|                      |           |  |
| Eisele 14’ Krauß 53’ | Marcatori |  |

| Arbitro: | Kohnert |

|            |           |                                     |
| Muiomo 12’ | Marcatori | 33’, 53’ (rig.) Wolfram 90’ Dedidis |

| Arbitro: | Köppen |

|                  |           |              |
| Oesterhelweg 77’ | Marcatori | 42’ Kircicek |

| Arbitro: | Müller |

|                        |           |             |
| Hehne 23’ Hajrulla 87’ | Marcatori | 85’ Frangos |

| Arbitro: | Gaunitz |

|                                                       |           |                  |
| Mema 39’ Huke 65’ Junge-Abiol 88’ Oschmann 90’ (rig.) | Marcatori | 47’ (rig.) Lange |

| Arbitro: | Ventzke |

|                                                    |           |           |
| Oesterhelweg 35’, 39’ Lange 43’ (rig.) Dedidis 64’ | Marcatori | 48’ Oduah |

#### Girone di ritorno
| Arbitro: | Albert |

|                       |           |  |
| Krauß 15’ Dedidis 48’ | Marcatori |  |

| Arbitro: | Markhoff |

|            |           |           |
| Manske 23’ | Marcatori | 53’ Krauß |

| Arbitro: | Kohnert |

|                       |           |                                           |
| Dedidis 71’ Krauß 90’ | Marcatori | 45’ Ziane 48’ Eglseder 67’ (rig.) Pfeffer |

| Arbitro: | Klemm |

|  |           |            |
|  | Marcatori | 37’ Eisele |

| Arbitro: | Burda |

|                            |           |           |
| Wolfram 5’ Eisele 10’, 27’ | Marcatori | 63’ Sauer |

| Halberstadt 12 febbraio 2022, ore 14:05 CET 25ª giornata | Germania Halberstadt | 0 – 0 referto | Carl Zeiss Jena | Friedensstadion (443 spett.)\| Arbitro: \| Köppen \| |
| Arbitro:                                                 | Köppen               |               |                 |                                                      |

| Arbitro: | Waegert |

|                          |           |  |
| Wolfram 31’ Drinkuth 90’ | Marcatori |  |

| Arbitro: | Gaunitz |

|  |           |            |
|  | Marcatori | 40’ Langer |

| Arbitro: | Albert |

|            |           |  |
| Eisele 76’ | Marcatori |  |

| Arbitro: | Müller |

|  |           |                           |
|  | Marcatori | 37’ Slamar 75’ Prokopenko |

| Arbitro: | Hempel |

|  |           |             |
|  | Marcatori | 21’ Aksakal |

| Arbitro: | Weißbach |

|                                        |           |                             |
| Bury 35’ Reinhard 66’ Jäpel 90’ (rig.) | Marcatori | 7’ Oesterhelweg 50’ Wolfram |

| Arbitro: | Sather |

|                |           |  |
| Krauß 41’, 90’ | Marcatori |  |

| Arbitro: | Klemm |

|            |           |                       |
| Siebeck 4’ | Marcatori | 8’, 82’ (rig.) Eisele |

| Arbitro: | Bringmann |

|                                                           |           |                      |
| Eisele 15’, 30’ Wolfram 19’, 35’ Krauß 57’ Prokopenko 88’ | Marcatori | 6’ Will 70’ Januario |

| Arbitro: | Köppen |

|              |           |                   |
| Schimmel 58’ | Marcatori | 83’ (rig.) Eisele |

| Arbitro: | Wien |

|                   |           |                                      |
| Bürger 25’ (aut.) | Marcatori | 7’, 90’ Eisele 12’ Wolfram 58’ Krauß |

| Arbitro: | Albert |

|                      |           |               |
| Schau 10’ Eisele 28’ | Marcatori | 18’ Travassos |

| Arbitro: | Klemm |

|            |           |  |
| Eshele 25’ | Marcatori |  |

### Coppa di Germania
| Arbitro: | Badstübner |

|                                   |                      |                                |
| Wolfram 5’                        | Marcatori            | 69’ Skhiri                     |
| Oesterhelweg Bürger Dedidis Lange | Tiri di rigore 2 – 4 | Lemperle Schaub Thielmann Duda |

## Statistiche

### Statistiche di squadra
| Competizione      | Punti | In casa | In casa | In casa | In casa | In casa | In casa | In trasferta | In trasferta | In trasferta | In trasferta | In trasferta | In trasferta | Totale | Totale | Totale | Totale | Totale | Totale | DR  |
| Competizione      | Punti | G       | V       | N       | P       | Gf      | Gs      | G            | V            | N            | P            | Gf           | Gs           | G      | V      | N      | P      | Gf     | Gs     | DR  |
| ----------------- | ----- | ------- | ------- | ------- | ------- | ------- | ------- | ------------ | ------------ | ------------ | ------------ | ------------ | ------------ | ------ | ------ | ------ | ------ | ------ | ------ | --- |
| Regionalliga      | 76    | 19      | 14      | 1       | 4       | 43      | 17      | 19           | 9            | 6            | 4            | 28           | 18           | 38     | 23     | 7      | 8      | 71     | 35     | +36 |
| Coppa di Germania | -     | 1       | 0       | 1       | 0       | 1       | 1       | 0            | 0            | 0            | 0            | 0            | 0            | 1      | 0      | 1      | 0      | 1      | 1      | 0   |
| Totale            | 76    | 20      | 14      | 2       | 4       | 44      | 18      | 19           | 9            | 6            | 4            | 28           | 18           | 39     | 23     | 8      | 8      | 72     | 36     | +36 |

### Andamento in campionato
| Giornata  | 1  | 2  | 3  | 4  | 5  | 6  | 7  | 8 | 9 | 10 | 11 | 12 | 13 | 14 | 15 | 16 | 17 | 18 | 19 | 20 | 21 | 22 | 23 | 24 | 25 | 26 | 27 | 28 | 29 | 30 | 31 | 32 | 33 | 34 | 35 | 36 | 37 | 38 |
| --------- | -- | -- | -- | -- | -- | -- | -- | - | - | -- | -- | -- | -- | -- | -- | -- | -- | -- | -- | -- | -- | -- | -- | -- | -- | -- | -- | -- | -- | -- | -- | -- | -- | -- | -- | -- | -- | -- |
| Luogo     | T  | C  | T  | C  | T  | C  | T  | C | T | C  | T  | C  | T  | C  | T  | C  | C  | T  | C  | C  | T  | C  | T  | C  | T  | C  | T  | C  | T  | C  | T  | C  | T  | C  | T  | T  | C  | T  |
| Risultato | P  | P  | N  | P  | V  | V  | V  | V | V | V  | N  | V  | N  | V  | V  | N  | V  | P  | V  | V  | N  | P  | V  | V  | N  | V  | V  | V  | V  | P  | P  | V  | V  | V  | N  | V  | V  | P  |
| Posizione | 14 | 19 | 16 | 18 | 13 | 12 | 10 | 9 | 7 | 6  | 7  | 8  | 8  | 6  | 4  | 4  | 4  | 6  | 5  | 5  | 5  | 5  | 5  | 5  | 4  | 3  | 3  | 2  | 2  | 2  | 4  | 4  | 2  | 2  | 2  | 2  | 2  | 2  |

Legenda:

Luogo: C = Casa; T = Trasferta. Risultato: V = Vittoria; N = Pareggio; P = Sconfitta.

### Statistiche dei giocatori
| Giocatore       | Regionalliga | Regionalliga | Regionalliga | Regionalliga | Coppa di Germania | Coppa di Germania | Coppa di Germania | Coppa di Germania | Totale   | Totale | Totale      | Totale     |
| Giocatore       | Presenze     | Reti         | Ammonizioni  | Espulsioni   | Presenze          | Reti              | Ammonizioni       | Espulsioni        | Presenze | Reti   | Ammonizioni | Espulsioni |
| --------------- | ------------ | ------------ | ------------ | ------------ | ----------------- | ----------------- | ----------------- | ----------------- | -------- | ------ | ----------- | ---------- |
| T. Bergmann     | 17           | 0            | 0            | 0            | 1                 | 0                 | 0                 | 0                 | 18       | 0      | 0           | 0          |
| L. Bürger       | 31           | 1            | 6            | 0            | 1                 | 0                 | 0                 | 0                 | 32       | 1      | 6           | 0          |
| A. Dedidis      | 1            | 0            | 0            | 0            | 0                 | 0                 | 0                 | 0                 | 1        | 0      | 0           | 0          |
| V. Dedidis      | 24           | 5            | 3            | 0            | 1                 | 0                 | 0                 | 0                 | 25       | 5      | 3           | 0          |
| F. Drinkuth     | 15           | 2            | 0            | 0            | 0                 | 0                 | 0                 | 0                 | 15       | 2      | 0           | 0          |
| F. Eisele       | 37           | 22           | 5            | 0            | 0                 | 0                 | 0                 | 0                 | 37       | 22     | 5           | 0          |
| S. Hagemann     | 4            | 0            | 0            | 0            | 0                 | 0                 | 0                 | 0                 | 4        | 0      | 0           | 0          |
| R. Hajrulla     | 4            | 1            | 0            | 0            | 0                 | 0                 | 0                 | 0                 | 4        | 1      | 0           | 0          |
| B. Halili       | 24           | 0            | 3            | 0            | 1                 | 0                 | 0                 | 0                 | 25       | 0      | 3           | 0          |
| M. Hehne        | 22           | 1            | 2            | 0            | 0                 | 0                 | 0                 | 0                 | 22       | 1      | 2           | 0          |
| M. Hoppe        | 10           | 0            | 0            | 0            | 1                 | 0                 | 0                 | 0                 | 11       | 0      | 0           | 0          |
| M. Krauß        | 34           | 8            | 3            | 1            | 1                 | 0                 | 0                 | 0                 | 35       | 8      | 3           | 1          |
| R. Lange        | 34           | 2            | 4            | 0            | 1                 | 0                 | 0                 | 0                 | 35       | 2      | 4           | 0          |
| M. Langer       | 24           | 1            | 4            | 0            | 1                 | 0                 | 0                 | 0                 | 25       | 1      | 4           | 0          |
| T. Müller       | 22           | 0            | 1            | 0            | 0                 | 0                 | 0                 | 0                 | 22       | 0      | 1           | 0          |
| M. Oesterhelweg | 37           | 7            | 6            | 0            | 1                 | 0                 | 0                 | 0                 | 38       | 7      | 6           | 0          |
| A. Prokopenko   | 26           | 2            | 0            | 0            | 1                 | 0                 | 0                 | 0                 | 27       | 2      | 0           | 0          |
| F. Rehder       | 0            | 0            | 0            | 0            | 0                 | 0                 | 0                 | 0                 | 0        | 0      | 0           | 0          |
| E. Rosner       | 3            | 0            | 0            | 0            | 0                 | 0                 | 0                 | 0                 | 3        | 0      | 0           | 0          |
| J. Schau        | 33           | 2            | 7            | 0            | 1                 | 0                 | 0                 | 0                 | 34       | 2      | 7           | 0          |
| P. Scheder      | 10           | 0            | 0            | 0            | 0                 | 0                 | 0                 | 0                 | 10       | 0      | 0           | 0          |
| L. Sedlak       | 15           | 0            | 0            | 0            | 1                 | 0                 | 0                 | 0                 | 16       | 0      | 0           | 0          |
| D. Slamar       | 24           | 1            | 4            | 0            | 1                 | 0                 | 0                 | 0                 | 25       | 1      | 4           | 0          |
| L. Stauffer     | 33           | 0            | 5            | 0            | 1                 | 0                 | 0                 | 0                 | 34       | 0      | 5           | 0          |
| B. Strietzel    | 34           | 2            | 9            | 0            | 1                 | 0                 | 0                 | 0                 | 35       | 2      | 9           | 0          |
| K. Wolf         | 20           | 0            | 0            | 0            | 0                 | 0                 | 0                 | 0                 | 20       | 0      | 0           | 0          |
| M. Wolfram      | 30           | 13           | 7            | 1            | 1                 | 1                 | 1                 | 0                 | 31       | 14     | 8           | 1          |